# Prawo własności (ekonomia)
Prawa własności w ekonomii – teoretycznie i społecznie wprowadzone w życie konstrukcje określające w jaki sposób wykorzystywany i posiadany jest zasób lub dobro gospodarcze. Zasoby mogą być w posiadaniu (dlatego są własnością) jednostki, grupy (wspólnoty), stowarzyszenia albo rządu. Prawa własności można postrzegać jako atrybut dobra gospodarczego. Ten atrybut ma cztery obszerne elementy i jest często określany jako pakiet takich praw, jak:
1. prawo do korzystania z dobra,
2. prawo do zarabiania na dobru,
3. prawo do przekazania dobra innym, zmiany go, porzucenia lub zniszczenia (prawo do zaprzestania własności),
4. prawo do egzekwowania praw własności

W ekonomii własność jest zazwyczaj ceniona przez posiadacza (prawa do dochodów generowanych przez własność) i kontrolowana jako zasób lub dobro. Wielu ekonomistów twierdzi, że prawa własności muszą być stałe i przedstawiać relacje między stronami by być bardziej skuteczne.

## Ustrój
Prawa własności do dobra muszą być zdefiniowane, monitorowane i egzekwowane. Koszty definiowania, monitorowania i egzekwowania praw własności określane są jako koszty transakcyjne. W zależności od poziomu kosztów transakcyjnych będą się rozwijać różne formy instytucji praw własności. Każda forma instytucjonalna może być opisana przez podział praw.
- Własność niczyja (z łac. rzecz niczyja, dobro bezpańskie) jest w posiadaniu „nikogo”. Jest niewykluczalne (nikt nie może wykluczyć nikogo z jego użytkowania), nie można go przenosić, ale można o niego rywalizować (użycie przez jedną osobę zmniejsza dostępność dla innych użytkowników). Dostępność własności nie jest zarządzana ani kontrolowana przez nikogo. Nie ma żadnych ograniczeń dla osoby korzystającej z tej właściwości(wykluczenie osób jest niemożliwe lub zbyt kosztowne). Przykładami obecnie otwartego dostępu do własności stanowić będą przestrzeń kosmiczna i łowiska oceaniczne (poza granicami terytorialnymi).

Własność o otwartym dostępie może istnieć ponieważ prawo własności nigdy nie zostało ustanowione przez prawo w poszczególnych krajach albo też nie ma skutecznej kontroli lub jest niemożliwe do wykonania to znaczy, że koszt wyłączności przewyższa mogące z tego wyniknąć korzyści. Rząd może czasami skutecznie przekształcić nieruchomość o otwartym dostępie na własność prywatną, wspólną lub publiczną poprzez proces przyznawania dotacji, ustanawiając prawo do definiowania wcześniej przyznanych praw publicznych czy prywatnych.

- Mienie publiczne (znane również jako własność państwowa) jest własnością publiczną, ale jego dostęp i użytkowanie są zarządzane i kontrolowane przez agencję rządową lub organizację, której przyznano takie uprawnienia. Przykładem jest park narodowy lub przedsiębiorstwo państwowe[10].

- Wspólna własność lub własność zbiorowa to własność należąca do grupy osób. Dostęp, wykorzystanie i wykluczenie są kontrolowane przez współwłaścicieli. W przeciwieństwie do nieruchomości o otwartym dostępie, zwykli właściciele nieruchomości mają większą zdolność do radzenia sobie z konfliktami poprzez wspólne korzyści i egzekwowanie[10].

- Własność prywatna jest zarówno wykluczalna, jak i konkurencyjna. Dostęp do własności prywatnej, jej wykorzystanie, wyłączenie i zarządzanie są kontrolowane przez prywatnego właściciela lub grupę legalnych właścicieli.

## Otoczenie
Niejawne lub jawne prawa własności mogą być tworzone poprzez regulację środowiska, poprzez nakazowe podejście do kierowania i kontroli (na przykład limity ilości wejścia / wyjścia / rozładowania, określone procesy / urządzenia, audyty) lub instrumenty rynkowe (na przykład podatki, zezwolenia zbywalne lub kwoty), a od niedawna także poprzez podejście oparte na współpracy, samoregulacji, braku regulacji i odzwierciedlające podejście prawa.
Prawo własności do ochrony zostało zaproponowane przez Ronalda Coase’a jakoby jasne zdefiniowanie i przypisanie praw własności rozwiązałoby problemy środowiskowe poprzez internalizowanie efektów zewnętrznych i poleganie na motywowaniu prywatnych właścicieli do oszczędzania zasobów na przyszłość. W prawie zwyczajowym prawo dotyczące uciążliwości i czynów niedozwolonych pozwala sąsiednim posiadaczom nieruchomości ubiegać się o odszkodowanie, gdy indywidualne działania zmniejszają jakość powietrza i wody dla sąsiadujących właścicieli ziemskich. Krytycy tego poglądu twierdzą, że zakłada to, że możliwe jest internalizowanie  wszystkich korzyści środowiskowych, że właściciele będą mieli doskonałe informacje, że korzyści skali są możliwe do zarządzania, koszty transakcyjne są znośne, a ramy prawne działają skutecznie.

## Literatura
W 2013 r. naukowcy opracowali przypisaną bibliografię dotyczącą literatury prawa własności, która koncentrowała się na dwóch głównych wynikach: (a) zmniejszenie ryzyka inwestorów i zwiększenie motywacji do inwestowania, i (b) poprawę dobrobytu gospodarstw domowych; badacze poznali drogi, którymi prawa własności wpływają na wzrost i dobrobyt gospodarstw domowych w krajach rozwijających się. Stwierdzili, że lepsza ochrona praw własności może oddziaływać na kilka czynników rozwoju, wliczając w to lepsze zarządzanie zasobami naturalnymi.
Pomimo przytłaczających dowodów na znaczenie gospodarcze praw własności dopiero w ostatnich czasach ekonomiści zaczęli badać wyznaczniki bazujące na obserwacji kompromisu pomiędzy rozproszoną mocą przymusu w stanie anarchii a drapieżnictwem władzy centralnej. By zilustrować, warto wskazać, iż niekompletne prawa własności pozwalają agentom (o niższej wartości niż pierwotni właściciele wartości ekonomicznej) na nieefektywne wywłaszczenie ich, zakłócając w ten sposób decyzje inwestycyjne i wysiłek. Gdy zamiast tego państwu powierza się władzę ochrony własności, może ona bezpośrednio wywłaszczyć strony prywatne, jeśli nie zostanie to wystarczająco ograniczone przez skuteczny proces polityczny. Konieczność silnej ochrony własności dla wydajności została jednak skrytykowana przez rozległą wiedzę prawniczą, wywodzącą się z przełomowego wkładu Guido Calabresi i Douglasa Melameda. Autorzy ci twierdzą, że w obliczu wystarczająco dużych kosztów transakcyjnych, by zapobiec konsensualnemu handlowi, zalegalizowane wywłaszczenie prywatne w postaci na przykład zasad odpowiedzialności może zwiększać dobrobyt. Carmine Guerriero scala te dwie różne dziedziny literatury, łącząc ochronę praw własności, koszty transakcyjne i niejednorodność preferencji. Aby skutecznie wypracować, kiedy nieruchomość jest w pełni chroniona, niektórzy agenci z wyceną wyższą niż pierwotni właściciele nie będą mogli legalnie nabyć wartości z powodu znacznych kosztów transakcyjnych. Gdy ochrona własności jest słaba, potencjalni nabywcy o niskiej wartości nieefektywnie wywłaszczają pierwotnych właścicieli. Stąd wzrost heterogeniczności wycen potencjalnych nabywców sprawia, że nieefektywne wywłaszczenie przez potencjalnych nabywców o niskiej wycenie jest ważniejsze z punktu widzenia dobrobytu społecznego niż nieefektywne wykluczenie z handlu, a zatem wywołuje silniejsze prawa własności. Co istotne, prognozy te przetrwają nawet po rozważeniu działań produkcyjnych i inwestycyjnych i jest to zgodne z nowym zbiorem danych dotyczących zasad nabycia własności poprzez niekorzystne posiadanie i wykorzystania środków publicznych do przeniesienia nieruchomości z podmiotu prywatnego na inną stronę prywatną dominujące w 126 jurysdykcjach. Dane te mierzą „horyzontalne prawa własności”, a zatem zakres ochrony własności przed „bezpośrednimi i pośrednimi dobrami prywatnymi”, które są wszechobecnymi formami wywłaszczenia i występują codziennie w ramach rządów prawa, a zatem różnią się od drapieżnictwa ze strony państwa i elity, które są znacznie mniej powszechne, ale były przedmiotem literatury ekonomicznej. Aby uchwycić różnorodność preferencji, autor wykorzystuje współczesną różnorodność genetyczną, która jest prymitywną miarą odległości genealogicznej między populacjami ze wspólnym przodkiem, a więc różnicami w cechach przekazywanych między pokoleniami, takimi jak preferencje. Analiza regresji ujawnia, że ochrona praw własności pierwotnych właścicieli jest najsilniejsza tam, gdzie współczesna różnorodność genetyczna jest największa. Dowody z kilku różnych strategii identyfikacji sugerują, że związek ten jest rzeczywiście przyczynowy.

## Prawa własności w podejściu do teorii firm
Prawa własności w podejść do teorii firm  oparte są na paradygmacie niepełnego kontraktowania, które to opracowali Sanford J. Grossman, Oliver Hart i John Moore. Autorzy ci twierdzą, że w rzeczywistym świecie umowy są niekompletne, a zatem niemożliwe jest umowne określenie, jakie decyzje będą musiały zostać podjęte w dowolnym możliwym stanie świata. W przyszłości odbędą się renegocjacje, więc strony mają niewystarczające zachęty inwestycyjne (ponieważ otrzymają tylko ułamek zwrotu z inwestycji w przyszłych negocjacjach); takie jak występujący problem zatoru. Stąd znaczenie mają prawa własności, ponieważ określają, kto ma kontrolę nad przyszłymi decyzjami, jeśli nie dojdzie do porozumienia. Innymi słowy, prawa własności określają przyszłe pozycje negocjacyjne stron (podczas gdy ich uprawnienia negocjacyjne, tj. Ich części nadwyżki renegocjacji, są niezależne od przydziału praw własności). Podejście do praw własności i teorii firmy może zatem wyjaśniać wady i zalety integracji w kontekście firm prywatnych. Jednak został on również zastosowany w różnych innych ramach, takich jak dostarczanie dóbr publicznych i prywatyzacja. Podejście do praw własności zostało rozszerzone w wielu kierunkach. Na przykład niektórzy autorzy badali różne rozwiązania negocjacyjne, podczas gdy inni autorzy badali rolę informacji asymetrycznych.

## Rola praw własności w rozwoju gospodarczym i politycznym
Klasyczni ekonomiści, tacy jak Adam Smith i Karl Marx, ogólnie uznają znaczenie praw własności w procesie rozwoju gospodarczego, a współczesna ekonomia głównego nurtu zgadza się z takim poglądem. Powszechnie akceptowanym wyjaśnieniem jest to, że dobrze egzekwowane prawa własności stanowią zachętę dla osób fizycznych do udziału w działalności gospodarczej, takiej jak inwestycje, innowacje i handel, co w konsekwencji prowadzi do bardziej wydajnego rynku. Przykładem może być rozwój praw własności w Europie w średniowieczu. W tej epoce pełna władza polityczna dostała się w ręce dziedzicznych monarchii, które często nadużywały swojej władzy do wykorzystywania producentów, nakładania arbitralnych podatków lub odmowy spłaty długów. Brak ochrony praw własności stanowił niewielką zachętę dla właścicieli ziemskich i kupców do inwestowania w ziemię, kapitał fizyczny, ludzki, czy też technologię. Po angielskiej wojnie domowej w latach 1642–1646 i chwalebnej rewolucji w 1688 r. przesunięcie władzy politycznej z dala od monarchów Stuarta doprowadziło do wzmocnienia praw własności zarówno właścicieli ziemskich, jak i kapitałowych. W konsekwencji nastąpił szybki rozwój gospodarczy, który przygotował grunt pod rewolucję przemysłową.
Uważa się również, że prawa własności obniżają koszty transakcyjne, zapewniając skuteczne rozwiązywanie konfliktów dotyczących ograniczonych zasobów. Empirycznie, korzystając z danych historycznych z dawnych kolonii europejskich, Acemoğlu, Johnson i Robinson znajdują istotne dowody na to, że dobre instytucje gospodarcze to te, które zapewniają bezpieczne prawa własności i równość szans, a więc prowadzą do dobrobytu gospodarczego.
Prawa własności mogą być ściśle związane z ewolucją porządku politycznego, ze względu na ich ochronę roszczeń jednostki do rent ekonomicznych. North, Wallis i Weingast twierdzą, że prawa własności mają na celu ułatwienie elitarnej działalności poszukiwawczej. W szczególności systemy prawne i polityczne, które chronią roszczenia elit w zakresie dochodów z czynszów, stanowią podstawę tzw. „ograniczonego dostępu”, w którym nie-elitom odmawia się dostępu do władzy politycznej i przywilejów gospodarczych. Na przykład w historycznym studium średniowiecznej Anglii North and Thomas odkryli, że dramatyczny rozwój angielskich praw gruntowych w XIII wieku wynikał z interesów elit w wykorzystywaniu dochodów z czynszów z tytułu własności gruntów po nagłym wzroście ceny ziemi w XII wieku. Natomiast nowoczesny „otwarty porządek dostępu”, który składa się z demokratycznego systemu politycznego i gospodarki wolnorynkowej, zazwyczaj charakteryzuje się powszechnym, bezpiecznym i bezosobowym prawem własności. Uniwersalne prawa własności, wraz z bezosobową konkurencją gospodarczą i polityczną, bagatelizują rolę poszukiwania rent i zamiast tego sprzyjają innowacjom i działaniom produkcyjnym we współczesnej gospodarce.